# 水産学者
水産学者とは水産学を研究する学者である。

## 学者の一覧

### あ
- 相川広秋
- 會田勝美
- 青山千春

### い
- 井伊直愛
- 石川千代松
- 伊豆川浅吉

### う
- 宇田道隆

### お
- 大野磯吉
- 大隅清治
- 大村秀雄
- 岡村金太郎
- 奥田譲
- 奥山虎章

### か
- 帰山雅秀
- 影山昇
- 勝川俊雄
- 河井智康
- 河原田盛美

### き
- 岸道郎
- 岸上鎌吉
- 北原多作

### く
- 久保伊津男
- 熊井英水
- 倉場富三郎
- 黒木敏郎

### さ
- 斎藤恒行
- 佐々木望 (動物学者)
- 佐藤忠勇

### し
- 島津忠秀
- 清水亘 (水産学者)

### す
- 末武弘章
- 末広恭雄

### せ
- 瀬尾重治

### た
- 高田幸二
- 瀧庸
- 瀧巖
- 立石新吉
- 山内晧平
- 田村正

### な
- 中村充 (農学者)

### に
- 西村真琴
- 西山恒夫
- 西脇昌治

### の
- 乗木新一郎

### は
- 濱田英嗣
- 林紀代美

### ひ
- 檜山義夫
- 平本紀久雄

### ふ
- 富士川漻
- 藤永元作
- 古林英一

### ま
- 松井佳一

### み
- 水口憲哉
- 箕作佳吉
- 宮崎一老

### む
- 村田喜一

### や
- 安田富士郎
- 山本祥吉
- 山本忠

### よ
- 吉村克二

### わ
- 若林良和